# Mantella crocea
Mantella crocea es una especie de anfibio anuro de la familia Mantellidae.

## Distribución geográfica
Esta especie es endémica de Madagascar. Habita entre los 800 y 1057 m sobre el nivel del mar en el Parque Nacional Andasibe-Mantadia occidental, en un área del bosque alrededor de Ambohimiarivo y alrededor del Parque Nacional Zahamena.

## Descripción
Mantella crocea mide de 17 a 24 mm, las hembras son más grandes que los machos. Su parte posterior y la parte posterior de sus flancos son amarillas, anaranjadas o verdosas, a veces acompañadas por una fina reticulación negra. Algunas tienen una línea muy delgada y oscura en las vértebras y manchas en forma de diamante que a menudo no son muy distintas. Los lados de la cabeza y la parte frontal de los flancos son negros. Una línea clara, a menudo incompleta, corre a lo largo del labio superior. Su vientre es negruzco con algunas manchas o reticulaciones de color gris. El lado interno de las extremidades es rojo y negro.

## Publicación original
- Pintak & Böhme, 1990 : Mantella crocea sp. n. (Anura: Ranidae: Mantellinae) aus dem mittleren Ost-Madagaskar. Salamandra, vol. 26, p. 58-62.[6]